# Капела Тимпароса (Потенца)
Капела Тимпароса (итал. Cappella Timparossa) је насеље у Италији у округу Потенца, региону Базиликата.
Према процени из 2011. у насељу је живело 17 становника. Насеље се налази на надморској висини од 882 м.